# Псху
Псху (абх. Ԥсҳәы, груз. ფსხუ) – село в Абхазии, в Сухумском районе частично признанной Республики Абхазия, согласно административному делению Грузии — в Сухумском муниципалитете Абхазской Автономной Республики, в отдалённой северной части административных единиц.

## География
Село расположено в одноимённой долине между Главным Кавказским и Бзыпским хребтами, на высоте 760 м над уровнем моря, на левом берегу реки Агурапста, недалеко от её впадения справа в реку Бзып. Имеется аэродром с травяным покрытием. Через село проходит множество пеших туристических троп. Электроэнергией обеспечивает малая гидроэлектростанция.
Зимой село доступно только вертолетом. Летом основной путь из Сухума – на вертолёте или самолете Ан-2. Регулярного расписания нет, рейс формируется по мере накопления желающих.
Действует грунтовая дорога через перевал Чхы в районе источника Ауадхара (30 км от перевала вниз) и тропа через Гудаутский перевал (около 70 км). В конце мая — начале июня дорога становится проходима для грузовой вездеходной техники. Ранее действовали пешие тропы с Архыза, которые были закрыты с введением пограничного режима.

## История
Долина Псху была заселена людьми еще за несколько тысячелетий до нашей эры. Об этом свидетельствуют остатки дольменов, многочисленные археологические находки найденных в этих краях. Из эпохи средневековья известно, что в этом регионе располагалась абхазская горная община Псху.
Первые более или менее достоверные источники об общине Псху относятся к первой половине XIX века, как правило, это были документы российских офицеров, принимавших участие в Кавказской войне (1817-1864). Благодаря указанным источникам, сохранились определенные сведения о границах общины Псху, составе и количестве населения, местной топонимике, соседях, религии и т. п.
Так, известно, что к середине XIX века община Псху состояла примерно из 10 небольших поселков. Население Псху насчитывало примерно от 3 до 4 тыс. чел. Интересно отметить, что, по сообщению современников, жители Псху вплоть до их выселения не были ни христианами, ни мусульманами. Здесь не было ни мечетей, ни церквей. Многие путешественники и военные того времени (XIX в.) отмечали, что горцы этих краев исповедовали собственную веру, и называли их идолопоклонниками. В Псху на горе Бахурыпщ расположено одно из известных святилищ Абхазии, известное как Иналкуба-ныха. Это место почитается среди абхазов и абазин, ежегодно у подножия святилища совершаются религиозные обряды и моления. Согласно преданию, именно здесь находится захоронение легендарного родоначальника черкесских (адыгских) князей – князя Инала.
Сильное влияние на историю общины Псху оказала Кавказская война. По мере усиления военных действий указанной войны на Западном Кавказе, упоминание общины Псху все чаще встречалось в сводках военной документации и периодических изданиях. Как известно, жители этой общины не желали вступать в подданство ни Османской, ни Российской империй, они даже не подчинялись центральной власти в Абхазии. Псхувцы старались сохранить свое независимое положение. Однако уже в середине XIX столетия ситуация в крае значительно меняется.
В середине XIX века в Псху несколько раз направлялись войска российской империи для покорения горцев, в частности: первый раз в 1843-1844 гг., затем в 1859, 1860, 1861 и т.д. К началу 1860-х гг.  Российская империя фактически включила в свой состав соседние с Псху общины, и положение жителей общины Псху стало тяжелым.
Вместе с тем, вплоть до окончания Кавказской войны в мае 1864 года, псхувцы оказывали сопротивление царским войскам. Вскоре, летом 1864 года, когда практически все горские общины Западного Кавказа были покорены (или депортированы) Россией, лишь община Псху оставалась тем местом, куда еще не пробирались отряды российской армии. Но судьба псхувцев уже была предрешена. Учитывая оказанное ранее сопротивление и иные враждебные действия по отношению к подданным Российской империи, царские генералы предъявили псхувцам ультиматум: все они должны были в течение непродолжительного времени собрать своё имущество и переселиться либо в Турцию, либо на территорию Кубани.
Таким образом, уже летом 1864 года коренное население долины Псху, составлявшее, по приблизительным данным, до 4 тысяч человек, было депортировано под конвоем царских войск с родных земель. Большая часть псхувцев переселилась летом 1864 года из местечка Гудауты (Бзыпская Абхазия) в Османскую империю (около 3 тыс. чел.), часть осталась в Абхазии (в прибрежных районах), а еще одна  часть (до 800 человек) переселилась на Северный Кавказ.
До депортации псхувцев, в этой общине проживали представители таких абхазо-абазинских родов, как: Адзинба, Ажиба (Аджи), Ардзинба, Ахба, Иашба, Килба, Куджба, Маршан, Папба, Тарба, Цыба и метисский род Чернышовых и многие др.
После депортации населения из Псху сюда в разное время, преимущественно с начала XX века, переселялись русские беглые крестьяне, а также монахи-отшельники, которые образовали в Псху небольшой христианский уголок. 
В 1942 году Псху было оккупировано немецко-фашистскими захватчиками (с 1 по 8 сентября). Это единственный населённый пункт Грузинской ССР и Абхазии, куда дошли немцы.

## Население
Население в XIX веке
По данным офицеров царской России, в конце 1830-х годов в обществе Псху проживало около 300-500 семей абхазов.
Во время депортации псхувцев в 1864 году, в документах указывалось, что из Псху выселилось от 2400 до 3600 человек.
Население в XX веке
По данным 1959 года в селе Псху жило 170 человек, в основном русские (в Псхувском сельсовете в целом — 539 человек, также в основном русские) В 1989 году в селе проживало 136 человек, также в основном русские.
Население в XXI веке
По данным переписи 2011 года численность населения сельского поселения (сельской администрации) Псху составила 189 жителей, из них 91,0 % — русские (172 человека) и 9,0 % — абхазы (17 человек).

## Администрация
Сельской администрации Псху подчинены соседние сёла:
- Псху – 136 чел. (1989 г., в основном русские)
- Агурапста – 5 чел. (1989 г., в основном русские) – к северу от с. Псху, на берегах р. Агурапста (правый приток р. Бзып)
- Бтуага – 32 чел. (1989 г., в основном русские) – к юго-востоку от с. Псху, на правом берегу р. Бзып
- Рашуа – 6 чел. (1989 г., в основном русские) – к юго-востоку от с. Псху и с. Бтуага, на берегу р. Бзып
- Рыгдза – 26 чел. (1989 г., в основном русские) – к западу от с. Псху, на правом берегу р. Бзып, у впадения в неё р. Агурапста
- Санчара – 11 чел. (1989 г., в основном русские) – к северо-востоку от с. Псху, на берегу р. Бааю (левый приток р. Агурапста)
- Дзышра – 14 чел. (1989 г., в основном русские) – к югу от с. Псху и с. Бтуага, на левом берегу р. Бзып

## Книги о Псху
К настоящему времени про село Псху (его историю, географию и т.д.) было издано ряд книг, в том числе:
1. Половнев И. Страна Псху. Очерки (Сухум, 1931 г.)[14];
2. Бобров А. В. Загадки Псху. Исторический очерк (Москва, 2017 г.)[15];
3. Дзыба В. А. Псху – Кува – Большой Зеленчук. XIX – начало XX века (Москва, 2021 г.)[16];
4. Ардзинба Д. Т. Общество Псху и Кавказская война (Сухум, 2022 г.)[17].